# 키스카섬 철수 작전
키스카섬 철수 작전은 1943년 7월 29일, 알류샨 열도의 키스카섬을 점거하고 있던 일본 제국군이, 키스카섬이 연합군에 의해 포위되자 철수한 사건이다. 당시 일본군은 절망적 상황에서 거의 피해 없이 무사 탈출에 성공하여 기적의 작전이라고 불렸다.

## 작전 배경

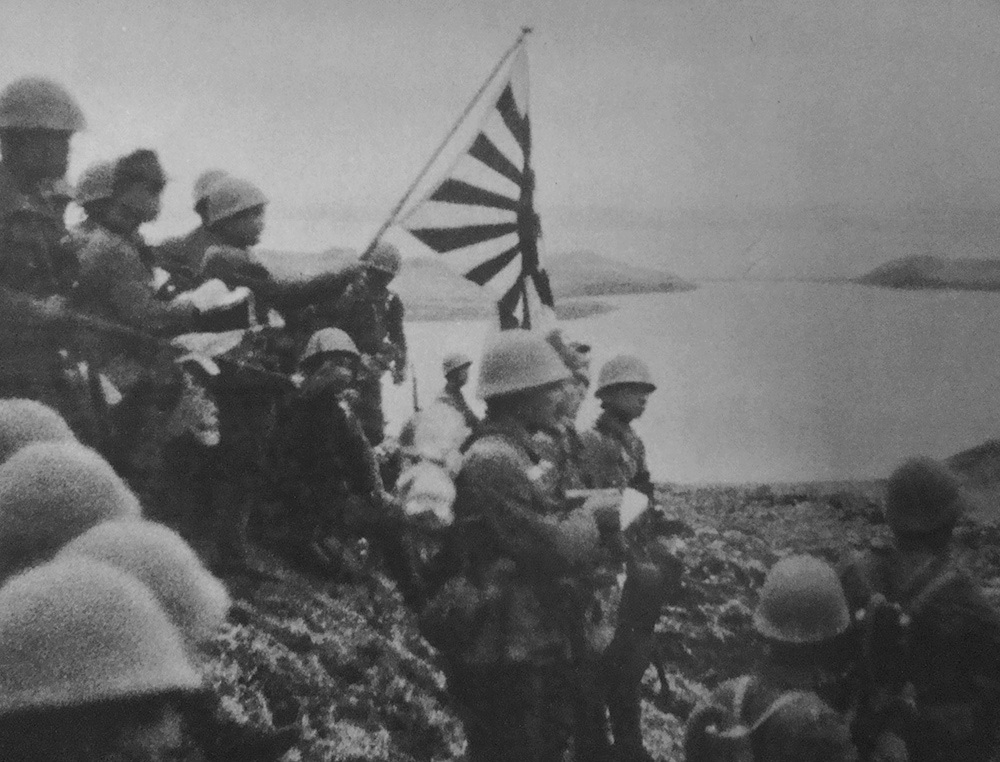
1942년 6월, 키스카를 점령한 일본군.

1942년 6월, 미드웨이 해전의 곁가지 작전으로 애투섬 점령작전이 실시되었을 당시, 키스카섬도 일본군에 의해 점령되었다. 하지만 이곳에 일본군의 거점이 존재한다는 사실은 미국 본토에 충분한 위협이 되었다. 미군은 반격을 시작하면서 남방과 함께 이 방면에 우선적 공략을 시작했다. 한편, 일본군은 처음에는 이 지역을 중요시하지 않아서, 겨우 구색만 갖출 정도의 수비대와 정찰기 부대밖에 배치하지 않았다. 그러나 미군의 공습 및 일본군 수송선에 대한 공격이 격렬해지고, 수비 병력의 증강이 급해진 일본군은 그제야 병력을 보강하려고 했지만 애투섬 난바다 해전 등 미군의 저지 공격으로 인해 일이 쉬이 풀리지 않았다.
그리고 1943년 5월 12일, 미군은 애투섬에 상륙, 공략 작전을 본격화했다(애투섬 전투). 병력 차이는 미군의 11,000 명에 비해 일본군은 2,650 명으로 4분지 1에 불과했다. 보급도 증원도 바랄 수 없는 상황에서 일본군은 필사의 저항을 계속했지만, 결국 동년 5월 30일, 사령관 야마자키 야스오(山崎保代) 육군대좌 이하 잔존병력 300명 전원이 반자이 돌격하여 전멸했다. 애투섬이 함락됨으로써 키스카섬 수비대(육해군 도합 6,000 여명)은 완전히 고립되어 버렸다. 키스카섬 수비대가 애투섬 보다 많았던 것은, 키스카섬이 미국 본토에 더 가깝기 때문에 미군이 이쪽부터 공격할 것이라고 판단한 일본군이 키스카섬에 병력을 중점배치했기 때문이다. 그러나 애투섬이 함락되자, 미 해군에 의해 점령된 애투섬과 미군 비행장이 있는 암치카섬 사이에 끼여 버린 키스카섬은 제해권과 제공권을 완벽히 상실, 고립무원의 상태가 되어 죽음과 항복 중 하나를 골라야 하는 상황에 처해 버렸다.
대본영에서도 상황은 파악하고 있었지만, 애투섬에 미군이 상륙한 상황에서 병력을 증원하는 것은 지리적으로도 병력적으로도 불가능하다고 판단하고, 알류샨 제도 일대를 방기 및 포기하기로 결정했다. 아직 적군이 상륙하지 않은 키스카섬은 병력 철수가 결정되었고, 애투섬 수비대 역시 철수가 제안되었지만 육해군간 해결이 나지 않아 해군의 반대로 무산되었다. 이로써 키스카섬 수비대의 철수에 중점을 둔 작전계획이 수립되게 되었다. 작전명은 "케"호 작전("ケ"号作戦). "케"란 ‘건곤일척’을 의미한다.

## 1차 탈출 작전
철수작전은 본래 과달카날 철수작전처럼 구축함 등 고속 경함정을 이용해 야음을 틈타 철수하는 것이 가장 이상적인 방법이었지만, 일본 해군은 수상함을 이용한 철수 작전에 소극적이었다. 최전선의 수송 및 철수 임무에 구축함을 사용했다가 솔로몬 제도 전투의 실패를 반복할 우려가 있었고, 또 솔로몬 전투 당시 상당수의 구축함이 소실되었기 때문에 더 이상의 구축함 소모는 피하고 싶었기 때문이다. 고로 잠수함을 이용한 수비대 보급 및 철수 작전을 입안하여 실행했다. 참가 병력은 코우타 타케로(古宇田武郎) 소장 휘하 제1잠수전대의 잠수함 15척이었다.
1943년 6월 상순, 2회에 걸친 수송 작전이 실시되어 부상병 약 800 명이 후송되고, 탄약 125 톤, 식량 100 톤을 수비대에게 보급을 성공했다. 그러나 레이다를 시작으로, 미군의 초계망은 엄중했고, 1회 작전 때 이호 제24잠수함, 2회 작전 때 이호 제9잠수함과 이호 제7잠수함을 잃었다. 성과에 비해 손해가 더 컸고, 효율도 나빴기 때문에 잠수함을 이용한 철수 및 보급 작전은 2회만에 중지되었다. 이어 수상함에 의한 철수 작전으로 방향이 선회하게 된다.

## 2차 탈출 작전

### 작전 준비
잠수함에 의한 철수 작전이 영 좋지 않게 끝나버렸기 때문에 수상함에 의한 작전이 입안되었지만, 정면에서 당당히 작전을 실행했다가는 키스카섬 근해에서 경계임무를 서고 있는 미 함대와 전투를 피할 수 없었다. 때문에 이 지역 특유의 자욱한 안개를 이용해 고속으로 키스카 만에 돌입, 재빨리 수비대를 수용한 뒤 이탈을 시도한다는 계획이 세워졌다.
이 작전의 성공 여부 결정 요소는 두 가지가 있었다.
- 키스카섬 부근에 발생한 자욱한 안개로 인해 시계가 제로에 가까운 점
- 일본 함대에 전파탐신의(전탐) 및 전파탐지기(역탐)를 장비한 함정이 있는 점

우선 일차적 요소는 기후로, 자욱한 안개로 인해 공습이 발생하지 않았다. 키스카섬 바로 동쪽의 암치카섬에는 기다렸다는듯이 미군 항공 기지가 있어, B-25 미첼 등 중형 폭격기가 상주 중이었다. 이때 항공 엄호가 없는 철수 부대가 공습을 당하면 전멸할 수도 있었다. 그러나 이 당시 자욱한 안개 속에서 공습을 할 수 있는 항공기는 전 세계 어디에도 없었다. 키스카섬의 이런 기후상황은 철수 부대의 생사를 결정한 중대사항이었다. 또한 1차 작전 당시 참가한 잠수함들을 본대보다 먼저 항행시켜 카스카섬 앞바다에 배치하고, 기상 정보를 통보하게 했다.
또한, 당시 일본군 함대의 순양함급·구축함급 군함에는 전탐 장비를 장착한 함정이 거의 없었다. 1차 작전이 실패한 것도 잠수함이 안개 속을 부상 항행하다가 적함의 레이다에 발견되어 레이다 사격을 받고 격침 또는 손상당했기 때문이다. 일차적 조건인 자욱한 안개는 일본 함대를 적의 공습에서 지켜주는 방패였지만, 동시에 육안 파수 능력을 거세하는 단점으로도 작용했다. 이것을 보완하기 위해 전탐 장비가 필요했던 것이다. 이것에 관하여, 작전 실행부대인 제1수뢰전대(1수뢰)의 사령관으로 부임한 키무라 마사토미 소장이 특별 요구했고, 장비를 받은 연합함대는 취역한 지 얼마 안 된 신예 고속구축함 시마카제(島風)를 배치한다. 이 함정은 취역 당시부터 22호 전탐과 3식 초단파 수신기(역탐)를 탑재하고 있었기 때문에, 해당함의 배치 소식을 들은 실행부대는 매우 기뻐했다. 또한 만약 미군에게 육안 발견되었더라도, 미군 함정으로 오인되도록 경순양함 아부쿠마(阿武隈)의 3개 연돌 중 1개를 하얗게 도색하고, 구축함 히비키(響)에는 위장 연돌을 붙이는 등 각 함 모두 위장에 만전을 기한 출격이었다.
지휘계통
- 제5함대

사령장관 카와세 시로(川瀬四郎) 중장(해사 38기, 해군대 20기)
참모장 오오와다 노보루(大和田昇) 소장(해사 44기, 해군대 26기)
- 제1수뢰전대

사령관 키무라 마사토미(木村昌福) 소장(해사 41기)
선임참모 有近六次 중좌 (해사 50기)
기상사관 하시모토 유키카즈(橋本恭一) 소위 (규슈 제국대학, 병과 예비학생 1기)
- 키스카섬 수비대
  - 육군 북방군 사령관 히구치 키이치로(樋口季一郎) 중장(육사 21기)
    - 육군 북해 수비대 사령관 미네키 쥬이치로(峯木十一朗) 소장(육사 28기) 휘하 2,700명

  - 해군 51근거지대 사령관 아키야마 카츠미(秋山勝三) 소장(해사 40기) 휘하 2,800명

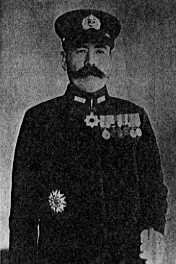
키무라 마사토미 제독.

참가 병력은 다음과 같다. 철수 작전 지휘관은 키무라 마사토미 소장.
- 제1수뢰전대(사령관 키무라 마사토미 소장)
  - 경순양함 아부쿠마(阿武隈)
  - 구축함 시마카제(島風), 히비키(響), 아사구마(朝雲), 우스구모(薄雲), 유우구모(夕雲), 나가나미(長波), 아사구모(秋雲), 카자구모(風雲), 와카바(若葉), 하츠시모(初霜), 사미다레(五月雨)
  - 호위함 쿠나시리(国後)
  - 보급선 니혼마루(日本丸)
- 제1잠수전대[주 1]
- 제21전대[주 2]
  - 경순양함 타마(多摩), 키소(木曾)[1]

### 출격, 반전, 귀환
이렇게 해서 키스카섬 수비대 철수 작전, "케"호 작전은 1943년 6월 29일 발동되었다. 근거지 파라무시르섬에 웅거하고 있던 함대 중 최초로 출격한 것은 기상 통보 임무를 맡은 잠수함 부대였다. 수상함은 그보다 늦은 7월 7일 19시 30분에 출격했다. 이 부대의 목적은 어디까지나 “아군 수비대의 철수를 은밀하게 실시한다”였기 때문에, 미군과의 준비는 절대 피하는 것이 방침이었다. 하지만 만약 적과 조우했을 경우에 대비하여, 야전의 준비도 착수되었다.
7월 10일, 암치카섬 500 해리 밖에서 집결한 부대는 곧장 키스카섬으로 향했다. 계획상으로는 12일이 ‘X일’, 즉 작전 결행일이었다. 하지만 키스카섬에 가까워지면서 점점 안개가 걷혀 버렸기 때문에 돌입을 단념했다. 결국 함대 반전, 예정일을 미루어 13일을 결행일로 했다. 그러나 13일에도 안개가 걷혀 있었기 때문에 재차 14일, 15일로 미루었다. 하지만 이때 역시 도중에 안개가 걷혀 버려 돌입을 단념할 수밖에 없었다. 이렇게 신중에 신중을 기한 행동은 키무라 소장 본인이 동년 2월에 참전한 비스마르크 해 해전 당시 적의 공습을 받은 경험에서 비롯된 것이라고 한다. 키무라는 항공 엄호가 없는 상태에서 공습을 받으면 수뢰전대는 치명적 위기에 빠진다는 사실을 싫을 정도로 뼈저리게 느끼고 있었다.
여기에 더해서 연료의 잔량도 적어졌기 때문에 15일 오전 8시 20분, 키무라 소장은 전투 돌입을 체념하고, “돌아가는 것은, 다시 돌아올 수 있기 때문이다”라면서 파라무시르로 귀환을 명령했다. 이렇게 해서 작전 실행 부대는 18일에 일단 파라무시르섬에 귀환했다.

### 재출격
빈손으로 근거지에 돌아와 버린 키무라에 대한 비판은 굉장했다. 직속 상관인 제5함대 사령부 뿐 아니라 그 위로 올라가 연합함대 사령부, 심지어 대본영에서까지 “어째서 돌입하지 않은 거냐!” 라던가 “즉시 작전을 재개하여 키스카 만에 돌입하라!” 따위의 요란한 비난을 퍼부었다. 이런 비난은 키무라의 태도문제 뿐 아니라, 8월이 되면 이 지역의 안개가 완전히 걷히기 시작해 미군의 상륙 작전이 실행에 들어갈 것이 예상되었으며, 비축해 둔 중유가 떨어져 갔기 때문에 이 작전은 한 번밖에 실시할 수 없다는 초조로 인한 것이었다.
하지만 키무라는 이런 비난은 개의치 않고 다시 안개가 끼기만을 조용히 기다렸다. 그리고 7월 22일, 파라무시르의 기상대가 “7월 25일 이후, 카스카섬 주변에 확실히 안개가 발생한다”는 예보를 내자 그날 밤 즉시 재출격했다. 다만 키무라를 믿지 못한 것인지 제5함대 사령장관 카와세 시로 중장 이하 일본 해군 제5함대 사령부가 ‘독전’을 핑계로 경순양함 타마에 타고 동행했다. 원래 제5함대 기함인 중순양함 나치(那智)를 타고 가려고 했지만, 연료 부족으로 인해 타마에 좌승했다.
재출격 작전 때는 캄차카 반도 끄트머리의 슘슈섬에서 북태평양을 단숨에 남하, 가기서부터 동쪽으로 진로를 잡아 애투섬 남방 앞바다에서 날씨를 기다린 뒤에 북동쪽으로 진로를 취해 고속으로 카스카 만을 돌입, 수비대를 신속하게 확보한 뒤 다시 애투섬 남방 해역까지 전속 이탈해 그 후 파라무시르섬으로 귀환한다는 루트가 정해졌다. 그러나 파라시무르섬을 출발할 때부터 안개가 자욱하게 낀 바람에 각 함이 뿔뿔이 흩어진 채 진격하게 되었다. 7월 25일에는 호위함 쿠나시리를 제외한 대부분의 함정이 집결했지만, 다음날 26일에는 아무것도 보이지 않는 안개 속을 항행하던 도중, 실종되었던 쿠나시리가 갑자기 경순양함 아부쿠마의 좌현 방향에 출현, 회피하지 못하고 쿠나시리가 아부쿠마 좌현 중부에 충돌했다. 이에 따른 혼란으로 인해 구축함 하츠시모의 함수가 구축함 하카바의 우현에 충돌했고, 그 탄력으로 함미가 구축함 나가나미 좌현에 충돌했다. 결국 손상이 심한 하카바는 함대를 이탈하여 단독 귀환했다.

### 기적의 작전
독전 명목으로 따라온 제5함대 사령부는 막상 결행일인 7월 28일, 키스카섬 주위의 기상 상황이 1차 작전 때와 다를 것이 없자 어떻게 해야 좋을지 모르고 아무런 명령도 내리지 못했다. 이를 보다 못한 경순양함 타마 항해장 에츠쿠(越口) 소좌가 “함장님을 불러라”고 옆에 있던 전령에게 명령한다. 함장 카미(神) 대좌는 “우물쭈물하다가는 돌입 시기를 놓칩니다”고 제5함대 사령부에 진언한다.
한편 제1수뢰전대 사령부에서는 기상반이 다음날 29일은 짙은 안개가 낄 가능성이 있다는 예보를 냈고, 기상 관측용 각 잠수함 및 키스카섬 수비대의 연락에서도 그것이 증명되었기 때문에, 키무라 사령관은 돌입을 결심하고 있었다. 그리고 제1수뢰전대 사령부에서 제5함대 사령부로 신호가 닿는다. “오늘의 하늘의 도움이 우리에게 있음을 믿고 적의도 방향을 틀었음” 이렇게 해서 키스카섬 탈출은 시작되었다.
적 함대와의 조우를 피하기 위해 남서쪽에서 직접 돌입하지 않고 키스카 만을 서쪽에서 우회하여 섬의 그림자 속에 몸을 숨기고 7월 29일 오후 0시에 키스카 만에 함대가 돌입했다. 자욱한 안개 속의 돌입이어서 좌초나 충돌의 위험이 있었지만, 돌입 직후 일시적으로 안개가 걷히는 행운이 있었다. 또한 돌입시 기함인 경순양함 아부쿠마가 적함대를 발견을 알리고 즉시 어뢰 4발을 발사했고, 구축함 시마카제도 역시 발사해 전탄 명중했지만 목표물은 적함이 아니라, 군함 모양을 한 암초였다. 약간 걷혔다고 하지만 당시 안개가 얼마나 자욱했는지 보여주는 일화다.
함대는 13시 40분에 닻을 내리고, 기다리고 있던 카스카섬 수비대원 약 5,200 명을 다이하츠급 상륙주정을 사용하여 불과 55 분이라는 단시간 안에 신속히 수용했다. 사용이 끝난 다이하츠는 회수하지 않고 모조리 자침시키고, 육군 병사들은 개인 소총을 방기하도록 하여 짐을 줄인 것도 수용 시간의 단축에 한 몫 했다. 수비대원 전원을 수용한 후 즉시 함대는 카스카 만을 전속으로 이탈, 그 직후 다시 짙어진 안개에 싸여 공습 범위 밖까지 무사히 이탈할 수 있었다.
함대는 7월 31일에서 8월 1일에 걸쳐 파라무시르섬에 전함 무사귀환. 기상 통보용으로 사용된 잠수함들도 얼마 뒤 전함 무사귀환하여, 이로써 사상자가 거의 없는, 무혈 철수 작전은 성공한다.

### 미군의 동태

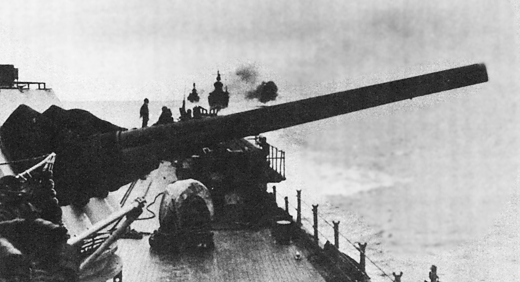
키스카섬을 포격하는 순양함 USS 위치타. 1943년 7월 6일.

미군은 1943년 8월 15일에 키스카섬에 대한 육상 작전을 개시할 것을 계획하고, 전투함 미시시피, 아이다호를 중심으로 한 함대로 해상 봉쇄 및 포격을 실시하고 있었다.
7월 23일, 미군의 카탈리나 비행정이 애투섬 남서 200 해리 지점에 7척의 함선을 레이다 포착했다. 함대 사령장관 토머스 카신 킨케이드 중장은 이것을 일본 함대라고 판단하고 즉시 요격 명령을 내렸다. 그러나 당시 이 해역에 일본 함대는 존재하지 않았고, 완벽한 사실 오인이었다.
7월 26일, 자욱한 안개 속에서 전투함 미시시피의 레이다가 15 해리 지점에서 에코를 포착했다. 함대 각 함으로부터 동일한 보고를 받은 킨케이드는 즉시 레이다 사격을 개시하여 약 40분 뒤 반응이 소실되었다. 그러나 이상하게도 중순양함 샌프란시스코의 레이다에는 처음부터 끝까지 아무런 신호도 잡히지 않았다. 현재 이것은 레이다의 허상을 일본 함대로 오인했다는 설이 일반적이고, 당연히 일본 함대는 아무런 피해도 입지 않았으며, 미군이 일방적으로 헛되이 포탄을 쏟아부은 것이다. 이 때 미군이 소비한 포탄은 36 센티탄 118 발, 20 센티탄 487발에 달한다. 또한 이 당시 미군 함대가 발산한 포격 데이터 전문이 일본군에게 감청되었는데, 일본군은 “미군이 자기들끼리 오인 공격을 하고 있구나”라고 판단했다.
7월 28일(탈출 작전 실행일), 일본 함대를 격멸했다고 확신한 킨케이드는 탄약 보급을 위해 함대를 후퇴시킨다. 이 때 킨케이드는 키스카섬에 붙여둔 초계용 구축함까지 인솔해서 후퇴해 버렸다.

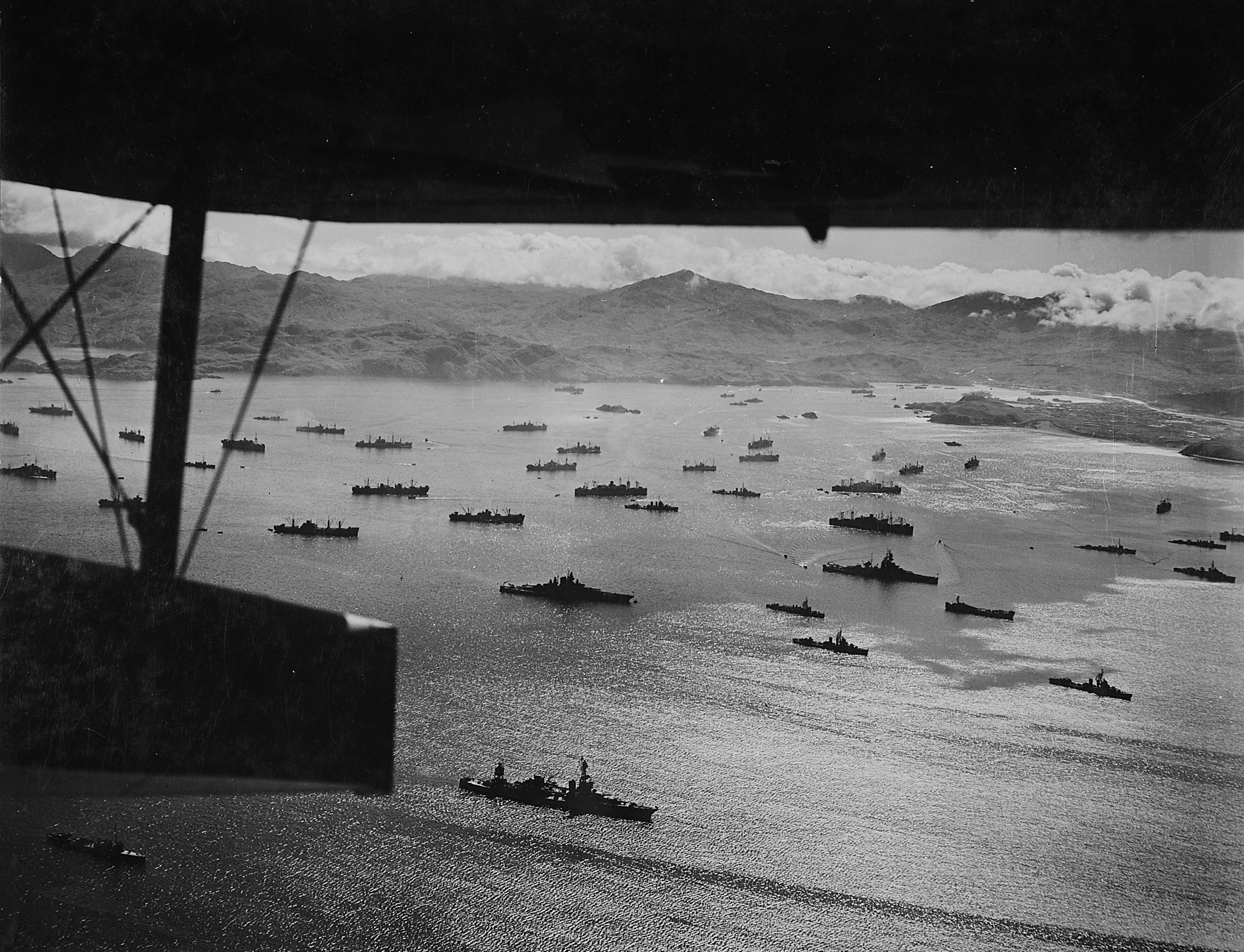
키스카섬 공략을 위해 알래스카 아다크항에 집결한 미군. 1943년 8월.

7월 29일, 주변 해역에 미군이 싹 사라진 것을 알 리 없는 일본군은 키스카 만에 돌입하여 수비대원 구출 및 탈출에 성공한다. 미군이 보급을 완료하고 봉쇄를 재개한 것이 7월 30일이었다.
함포 사격과 공습을 재개한 미군은 키스카섬을 거쳐 온 파일럿이 ‘수비대의 대공포격, 통신소 이전, 소병력 이전’이라고 보고하자 빈 섬에 한층 더 맹렬한 공격을 가했다. 그러나 사실 대공포격은 공중폭격의 연막을 오인한 것, 통신소는 시야 착각, 소병력은 여우떼로 밝혀졌다.

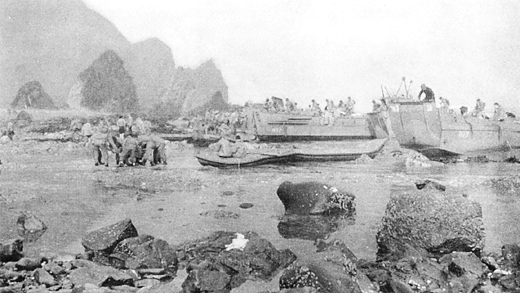
키스카섬에 상륙하는 미군. 1943년 8월 15일.

8월 15일, 미군은 군함 100 척 남짓, 병력 약 34,000 명을 동원하여 키스카섬에 상륙한다. 함대로 충분한 함포 사격을 개시한 뒤 자욱한 안개 속에서 일제상륙을 개시한 미군은, 존재하지도 않는 일본군과의 전투에 대비해 과잉 긴장해 있었기 때문에 각처에서 오인사격이 발생하여 약 100 명의 사망자, 수십 명의 부상자를 내고 키스카섬 공략을 완료했다. 그러나 정작 미군이 발견한 것은 일본군이 유기한 군수품과 개 몇 마리 뿐이었다.
또한 일본군 군의관이 섬을 탈출하기 전에 부대 앞에다 ‘흑사병 환자 수용소’라는 입간판을 세워놓는 고약한 장난을 쳤다. 이 간판을 본 미군이 공황 상태에 빠져 긴급히 본국에 대량의 흑사병 왁친을 발주하는 촌극이 벌어지기도 했다.
미국의 전쟁사학자 새뮤얼 엘리엇 모리슨은 《미국 해군 작전사》에서 “사상 최대의, 가장 실전적인 상륙 연습”이라고 비꼬았다.

## 평가
키스카섬 탈출 작전은 소위 옥쇄를 강제하며 무자비하게 군사를 내다버리기로 악명높은 일본군이 예외적으로 병력 구원을 우선한 사례로 다루어지는 경우가 많다. 예컨대 본 작전보다 조금 전에 행해진 과달카날 철수 작전(이 때도 작전명은 똑같이 "케"호 작전이지만, 이 경우는 ‘권토중래’의 케) 에서도 해군은 매우 소극적이었다.
이 작전 자체가 5월 20일의 대본영 알류샨 방면 대책회의(이 회의에서 알류샨 제도의 방치 및 유기가 결정)에서 육군이 요구하고 있던 애투섬 구원을 단념하는 대신 해군은 키스카섬만은 어떻게 해서든 구출해 낸다는 타협의 산물이며, 이 거래가 없었다면 키스카섬도 버림받아 전멸했을 가능성이 높다. 당시 뉴기니 방면의 함선 손실이 심각해졌고, 북방 방면에서 미군의 공격을 막으려면 과달카날과 같은 격렬한 소모전이 되었을 가능성이 높다. 병력 여유가 점점 줄어들었고, 매우 어려운 판단을 요구하는 상황에 놓여 있었다. 결과적으로는 성공한 작전이지만, 북방 함대가 전력에 여유를 갖고 있었기 때문에 가능한 작전이기도 했다.
하지만 본질적으로는, 절대 항복은 없다는 일본군의 고질적 근성은 다를 것이 없었다. 항복을 허락하지 않는다는 일본군의 방침은 어리석었으며, 열심히 싸운 뒤의 항복을 인정했다면 굳이 불리한 전선은 그냥 버린다는 선택지도 가능했던 것이다. 항복을 허락하지 않았기 때문에, 어떻게든 구출해야 한다는 의무를 떠맡아 작전의 자유도가 감소되었다.
구출 실행 함대의 지휘를 맡은 키무라 제독의 전술 지휘는 높게 평가받고 있다. 특히 1회 출격 당시 기후가 이롭지 못하다고 보고, 각 함장의 돌입 요청을 일축하고 전대 반전을 결단한 것에 초점이 맞춰진다. 당시 해군의 상황은 급박했기 때문에, 전력으로서 귀중한 군함을 쓸데없이 움직인 꼴이 되거나, 부족한 연료를 낭비하는 것, 또 거기에 따른 높으신 분들의 비난 역시 예상되는 바였지만 냉철한 판단으로 작전 성공을 이끌어냈다. 또한 미군의 움직임이 활발해졌기 때문에, 반전해 버리면 두 번 다시 작전의 기회가 없어질 우려도 있었다. 그런데도 작전 성공의 가능성이 없다면 반전한다는 키무라 제독의 일관성 있는 결단력은 높게 평가되고 있다. 실제로 이때 돌입을 감행했다면 미군에게 포착되어 격멸되었을 것이라는 사실은 당시 미군의 전개 상황을 보면 쉽게 도출해 낼 수 있다.

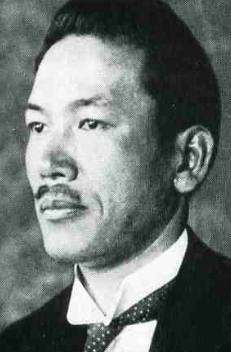
히구치 키이치로 중장.

결과적으로 두 번째 출격에서 우연히 미군이 포위를 푼 상황에서 허를 찌르게 되었다. 일본에 유리한 우연이 겹친 것도 사실이지만, 안개 속에 몸을 숨겨 단숨에 구출한다는 키무라 제독의 전술 지휘도 크게 작용했다.
키무라 제독 뿐 아니라 육군 북방군 사령관 히구치 키이치로 중장도, 키무라 제독이 병사 수용에 시간이 부족하니 모든 무기를 바닷속에 투척할 것을 육군 측에 요구하자 육군 상층부에 결재를 요청하지 않고 독단으로 승인했다. 작전이 성공한 뒤 육군 상층부가 항의했지만, 유럽에서 주재무관을 지낸 바 있는 히구치 중장은 인명이 제일이라고 반박했다. 이렇게 키무라, 히구치라는 해군과 육군 양측 현지 사령관의 결단력도 큰 역할을 했다고 볼 수 있다.
전후, 이 작전에 참가한 해군 병사들이나 키스카섬에서 구출된 육군 병사들은 “애투섬 병사들의 영령이 가호하여 작전이 성공했다” “살아서 돌아온 것은 하늘이 도운 것이라고밖에 생각되지 않는다” 등의 술회를 남겼다. 이것은, 우연이라고도 하겠지만 작전 수행중에 너무 일본군에게 유리하게 상황이 전개되었기 때문이다. 이러한 측면에서도 이 작전은 ‘기적의 작전’이라고 불리고 있다.

### 내용주
1. ↑  1차 작전의 잔존함 중 차출
2. ↑  제5함대 사령장관 직속. 증원부대로서 분파. 기무라 소장의 지휘하에 들어간다.
3. ↑  味方守備隊の撤退を隠密裏に行う
4. ↑  帰れば、また来られるからな
5. ↑  何故、突入しなかった！
6. ↑  すぐ作戦を再開しキスカ湾へ突入せよ！
7. ↑  7月25日以降、キスカ島周辺に確実に霧が発生する
8. ↑  艦長を呼べ
9. ↑  ぐずぐずしていたら、突入の時期を失しますよ
10. ↑  本日ノ天佑我ニアリト信ズ適宜反転サレタシ
11. ↑  米軍は同士討ちをやっている
12. ↑  この作戦の成功はアッツ島の英霊の加護があったと思った
13. ↑  （生還出来たのは）天佑神助としか思えなかった

### 참조주
1. 1 2 3 4 5 6 7 8 9 10 11  사토 카즈마사(佐藤和正), 《함장들의 태평양전쟁》(艦長たちの太平洋戦争)
2. 1 2 3  이타쿠라 미츠마(板倉光馬), 《아아, 이호 잠수함》(あゝ伊号潜水艦)

## 참고 자료
- 사토 카즈마사(佐藤和正), 《함장들의 태평양전쟁》(艦長たちの太平洋戦争) ISBN 4-7698-2009-7
- 이타쿠라 미츠마(板倉光馬), 《아아, 이호 잠수함》(あゝ伊号潜水艦) ISBN 4-7698-2140-9
- 아가와 히로유키(阿川弘之), 《개인기록 키스카 철퇴》(私記キスカ撤退), 문예춘추(1971년)
- 쇼구치 야스히로(将口泰浩), 《키스카 철퇴의 지휘관》(キスカ 撤退の指揮官) ISBN 4-8191-1068-3
- 쇼구치 야스히로, 《키스카섬, 기적의 철퇴》(キスカ島 奇跡の撤退) ISBN 978-4-10-138411-5